# En las montañas sagradas
En las montañas sagradas que en inglés se titula Sky burial (Entierro en el cielo) es el segundo libro de 2004 publicado por Xue Xinran, una periodista británica-china que escribe para The Guardian. En las montañas sagradas fue incluido en Los Angeles Times como uno de los libros destacados en las listas del año 2005.

## Sinopsis
En las montañas sagradas tiene como protagonista principal a una mujer china, Shu Wen, que le cuenta su vida en el Tíbet a Xinran en una tienda de té en Suzhou.
El título del libro, en su traducción literal del título inglés, Sky Burial, Entierro en el cielo hace referencia a un ritual tibetano (etnia) de enterramiento en el que intervienen los buitres, también traducido al español como Entierro celestial.

## Historia
En la década de 1950, mientras China se deleita con su unificación bajo el comunismo, Shu Wen, una médica, se casa con un médico militar, Kajun, que se alista en el Ejército Popular de Liberación (China) y es destinado para ir al Tíbet. Pasados tres meses Wen recibe la notificación de la muerte de su esposo, en su destino tibetano, sin aclarar específicamente la forma en que murió y sin haber encontrado el cuerpo. Al recibir la noticia de la desaparición de su esposo, Shu Wen deja su cómoda vida en Suzhou y, en contra de los deseos de su familia y amigos, se une al ejército popular de liberación como médico militar para ir a buscar a su marido al Tíbet y comprender qué ha pasado con su esposo.
Su unidad se encuentra con una mujer tibetana al borde de la muerte en las tierras altas, y Shu Wen decide tratar a la mujer y alejarla de sus soldados, quienes sospechan que es una exploradora o una luchadora de la resistencia. Las dos mujeres pronto se separan del regimiento. Sin provisiones y sin conocimiento del idioma, deambula tratando de encontrar su camino hasta que, al borde de la muerte, es rescatada por una familia de nómadas bajo cuya protección se mueve de un lugar a otro con las estaciones. Wen inicia una etapa de vida errante que durará treinta años y aprenderá las costumbres y los ritos culturales y religiosos de las personas nómadas con las que sucesivamente convive. Durante estos treinta años aprende el estilo de vida tibetano y pierde gradualmente su sentido de identidad china, mientras espera en silencio noticias sobre el destino de su marido. Wen se encuentra con circunstancias para las que no esta preparada, pero sigue adelante con la determinación de encontrar a su marido, Kajun.
Años después de unirse a los nómadas, se encuentra con soldados chinos que le hablan sobre un médico chino que recibió el ritual tibetano del entierro celestial. Después de ir a una reunión nómada, se encuentra con un anciano sabio, quien le dice que él fue el hombre rescatado por su esposo, quien al hacerlo interrumpió un ritual de entierro celestial, mató a un buitre, ahuyentó a todos los buitres y enfureció a los tibetanos. Para garantizar la seguridad de su unidad, su esposo decidió sacrificarse para llamar a los buitres mediante un entierro celestial, lo que serviría como demostración de que los chinos no son demonios, sino personas, como los tibetanos. Esto calmó a los enojados tibetanos y puso fin a las escaramuzas entre los dos grupos en esta área. El sabio dijo que continuaría cantando las alabanzas del médico mientras viviera, y Shu Wen encuentra la paz. Regresa a Suzhou, donde Xinran la encuentra, todavía buscando a sus parientes y ganándose la vida modestamente.

## Estilo narrativo
La mayor parte del libro es en tercera persona y también incluye la primera persona, que es Xue Xinran.